# USS Oakland (CL-95)
USS Oakland (CL-95) là một tàu tuần dương hạng nhẹ của Hải quân Hoa Kỳ thuộc lớp Atlanta từng phục vụ trong Chiến tranh Thế giới thứ hai. Nó là chiếc tàu chiến thứ hai của Hải quân Mỹ được đặt cái tên này, theo tên thành phố Oakland thuộc tiểu bang California. Được cho xuất biên chế vào năm 1949, con tàu bị bán để tháo dỡ vào tháng 12 năm 1959. Oakland được tặng thưởng chín Ngôi sao Chiến trận do thành tích phục vụ trong Thế Chiến II.

## Thiết kế và chế tạo

### Thiết kế
Oakland là chiếc đầu tiên của một lớp phụ thuộc lớp tàu tuần dương hạng nhẹ Atlanta được cải tiến. Giống như Atlanta, chúng được thiết kế như những tàu tuần dương phòng không, với dàn pháo chính gồm những khẩu 5 in (127 mm)/38 cal phòng không đa dụng (DP: dual-purpose). Khác biệt chính giữa Oakland với Atlanta là chúng loại bỏ các khẩu đội pháo 5 inch bên mạn để tăng cường súng phòng không hạng trung Bofors 40 mm và hạng nhẹ Oerlikon 20 mm.

### Chế tạo
Oakland được đặt lườn vào ngày 15 tháng 7 năm 1941 bởi hãng Bethlehem Steel ở San Francisco, California. Con tàu được hạ thủy vào ngày 23 tháng 10 năm 1942, được đỡ đầu bởi Tiến sĩ Aurelia H. Reinhardt, và được cho nhập biên chế cùng hải quân vào ngày 17 tháng 7 năm 1943 dưới quyền chỉ huy của hạm trưởng, Đại tá Hải quân William K. Phillips.

## Lịch sử hoạt động

### 1943
Sau một chuyến đi thử máy và huấn luyện ngoài khơi San Diego vào mùa Hè năm 1943, Oakland lên đường đi Trân Châu Cảng, đến nơi vào ngày 3 tháng 11 năm 1943. Tham gia cùng ba tàu tuần dương hạng nặng và hai tàu khu trục, nó gia nhập Đội đặc nhiệm 50.3 gần Funafuti thuộc quần đảo Ellice để hỗ trợ cho Chiến dịch Galvanic, cuộc đổ bộ lên quần đảo Gilbert. Các tàu sân bay tung ra cuộc không kích đầu tiên vào ngày 19 tháng 11, và phía Nhật Bản đáp trả bằng một đợt tấn công với máy bay ném ngư lôi vào xế trưa ngày 20 tháng 11. Oakland ghi được chiến công bắn rơi hai máy bay và trợ giúp vào việc bắn rơi hai chiếc khác.
Vào ngày 26 tháng 11, về phía Đông Bắc quần đảo Marshall, Oakland một lần nữa đánh trả các đợt tấn công bằng máy bay ném ngư lôi phối hợp. Đến 23 giờ 32 phút ngày 4 tháng 12, một quả ngư lôi đánh trúng mạn tàu sân bay Lexington, nên Oakland phải hộ tống cho cuộc rút lui chậm chạp của nó, và về đến Trân Châu Cảng vào ngày 9 tháng 12.

### 1944
Oakland rời Trân Châu Cảng vào ngày 16 tháng 1 năm 1944, cùng với các tàu sân bay của Đội đặc nhiệm 58.1 hướng đến quần đảo Marshall. Đội đặc nhiệm tung ra cuộc không kích lên Maloelap vào ngày 29 tháng 1 và lên Kwajalein vào ngày 30 tháng 1. Một cuộc đổ bộ lên Kwajalein được tiếp nối vào ngày 1 tháng 2, và Oakland cùng các tàu sân bay trong đội của nó tiếp tục hỗ trợ các hoạt động trên bờ cho đến khi chúng tiến vào vũng biển Majuro vào ngày 4 tháng 2.
Nhổ neo vào ngày 12 tháng 2, các con tàu của Đội đặc nhiệm 58.1 khởi hành từ Majuro để tung ra cuộc không kích xuống Truk vào các ngày 16-17 tháng 2, gây hư hại đáng kể cho căn cứ hải quân quan trọng của Nhật Bản tại đây. Sau đó, bất chấp một loạt các cuộc không kích của Nhật kéo dài suốt đêm 21–22 tháng 2, chúng tiếp tục tấn công Mariana, nơi các pháo thủ của Oakland bắn rơi hai máy bay đối phương và trợ giúp vào việc bắn rơi hai chiếc khác trước khi quay trở về Majuro.
Oakland khởi hành cùng với Đội đặc nhiệm 58.1 vào ngày 7 tháng 3 hướng đến Espiritu Santo thuộc quần đảo New Hebrides. Đội đặc nhiệm vòng qua quần đảo Solomon để hỗ trợ cho cuộc đổ bộ Emirau, về phía Bắc New Britain, vào ngày 20 tháng 3. Đến ngày 27 tháng 3, đội đặc nhiệm càn quét về phía Tây quần đảo Caroline, nơi các tàu sân bay chịu đựng các đợt không kích nặng nề, nhưng Oakland cùng các tàu hộ tống khác đã đánh đuổi không để gây thiệt hại nào. Chúng tấn công Palau vào ngày 30 tháng 3, Yap vào ngày 31 tháng 3 và Woleai vào ngày 1 tháng 4 trước khi quay trở về Majuro vào ngày 6 tháng 4.
Trong suốt tháng 4, đội đặc nhiệm thực hiện các hoạt động tương tự tại Wake và Sawar. Một lần nữa chúng tấn công Truk vào ngày 29-30 tháng 4, cũng như xuống Satawan vào ngày hôm sau. Các cuộc tấn công trên mặt biển và từ trên không được nhắm vào Ponape trong ngày 1 tháng 5, trước khi Oakland rút lui về Kwajalein vào ngày 4 tháng 5. Sau một đợt huấn luyện phòng không, nó trợ giúp vào việc tấn công Guam vào ngày 11 tháng 6, rồi di chuyển lên phía Bắc để tấn công các quần đảo Volcano và Bonin vào ngày 14 tháng 6.
Về phía Tây quần đảo Mariana, Lực lượng Đặc nhiệm 58 được tung ra để đánh chặn một lực lượng Hải quân Nhật hùng hậu đến từ Philippines. Trong Trận chiến biển Philippine diễn ra sau đó, mang biệt danh "Cuộc săn vịt trời Mariana vĩ đại", máy bay Mỹ đã đánh bại các phi đội trên ba đội tàu sân bay đối phương, hầu như loại bỏ phần lớn Không lực của Hải quân Đế quốc Nhật Bản. Về lúc cuối trận đánh, khi bóng tối đang ụp đến, phi công Mỹ trên đường quay trở về gặp khó khăn trong việc tìm lại tàu sân bay của mình. Từ cầu tàu trên soái hạm của mình, lo ngại cho số phận thuộc cấp dưới quyền, Đô đốc Mitscher ra mệnh lệnh "Bật tất cả các đèn" bất chấp nguy cơ bị tàu ngầm đối phương tấn công. Oakland đã bật sáng các đèn pha tìm kiếm 36 in (910 mm) của nó, dẫn đường cho các phi công hải quân trở về.
Sau đó Đội đặc nhiệm 58.1 tấn công xuống đảo Pagan vào ngày 23 tháng 6 và Iwo Jima vào ngày hôm sau. Đến ngày 27 tháng 6, đơn vị tập tung về đảo san hô Eniwetok để tiếp liệu, rồi đến ngày 20 tháng 6 di chuyển lên phía Tây Bắc đến quần đảo Bonin. Chúng tung ra cuộc tấn công trên mặt biển và từ trên không xuống Iwo Jima và Chichi Jima vào các ngày 3 tháng 7-4 tháng 7, rồi đến ngày 5 tháng 7 hướng về phía Nam quay lại quần đảo Mariana. Ngày 7 tháng 7, các tàu sân bay bắt đầu tung ra một loạt các cuộc không kích luân phiên xuống Guam và đảo Rota, Oakland cùng với tàu khu trục Helm đảm trách việc giải cứu những phi công bị bắn rơi, đồng thời bắn phá các mục tiêu tại bán đảo Orote.
Lúc 08 giờ 00 ngày 4 tháng 8, máy bay trinh sát báo cáo về một đoàn tàu vận tải đang chạy chữ chi ra khỏi khu vực Chichi Jima. Hai giờ sau đó, máy bay từ tàu sân bay tấn công các con tàu đối phương. Một đội tấn công được nhanh chóng thành lập, bao gồm các tàu tuần dương hạng nhẹ Oakland, Santa Fe, Mobile và Biloxi cùng Đội Khu trục 91. Được cho tách ra khỏi đội đặc nhiệm lúc 12 giờ 41 phút, chúng di chuyển với vận tốc 30 kn (35 mph; 56 km/h) giữa Ototo và Yome Jima, đến địa điểm lúc khoảng 17 giờ 30 phút, và đến 18 giờ 45 phút đã đánh chìm một tàu chở dầu nhỏ. Một chiếc khác thuộc đoàn tàu vận tải bị tụt lại bị phát hiện lúc 19 giờ 24 phút, sau này được xác định là tàu khu trục Matsu, và bị đánh chìm sau đó. Đến 21 giờ 45 phút, Oakland và các tàu tháp tùng phát hiện một tàu tiếp liệu tải trọng 7500 tấn và đã đánh chìm nó trước khi hướng về phía Nam truy lùng khu vực Chichi Jima. Oakland đã bắn ba loạt đạn pháo nhắm vào tàu bè trong cảng Funtami Ko của Chichi, và giúp làm im tiếng một khẩu đội pháo bờ biển trước khi rút lui lúc 11 giờ 19 phút ngày 5 tháng 8. Nhiều tàu bè Nhật đã bị đánh chìm, một căn cứ thủy phi cơ bị hư hại, gây ra các đám cháy ở các bến tàu và nhà kho.
Trong các ngày 6-8 tháng 9, đội đặc nhiệm của Oakland tấn công quần đảo Palau, khi Peleliu trở thành mục tiêu chính. Chiều tối ngày 8 tháng 9, họ di chuyển về phía Tây để tấn công các sân bay đối phương tại Philippines cho đến ngày 22 tháng 9. Ngày 6 tháng 10, Oakland rời Ulithi hộ tống các tàu sân bay đi về hướng quần đảo Ryukyu và tấn công Okinawa vào ngày 10 tháng 10. Chúng tấn công các cơ sở tại Đài Loan và quần đảo Pescadore vào ngày 12 tháng 10, và đến 18 giờ 35 phút đã rút lui sau khi đánh trả các cuộc không kích phản công.
Họ lại tấn công Đài Loan vào ngày 13 tháng 10, và một lần nữa Không quân Nhật phản công ác liệt khi lực lượng đặc nhiệm rút lui vào ban đêm. Oakland đã trợ giúp vào việc đánh trả máy bay đối phương, nhưng đến 18 giờ 35 phút, tàu tuần dương hạng nặng Canberra thuộc Đội đặc nhiệm 38.1 bị hư hại bởi một quả ngư lôi, rồi sang ngày 14 tháng 10, tàu tuần dương hạng nhẹ Houston cũng bị đánh trúng ngư lôi. Oakland phải hộ tống cho việc rút lui của hai con tàu bị đánh trúng trước khi tham gia cuộc tấn công Luzon từ ngày 17 đến ngày 19 tháng 10, và hỗ trợ cho cuộc đổ bộ lên đảo Leyte vào ngày 20 tháng 10.
Trên đường đi đến Ulithi vào ngày 24 tháng 10, Oakland được lệnh quay trở lại ngay lập tức để giúp ngăn chặn Hạm đội Nhật Bản vốn đã tập trung tại vịnh Leyte. Tuy nhiên, vào lúc nó đi đến nơi, đối phương đã bị đẩy lùi, và các tàu sân bay tung ra các cuộc tấn công tầm xa vào đối phương đang rút lui. Trận chiến vịnh Leyte cuối cùng đã đánh dấu kết thúc sự có mặt của Hải quân Đế quốc Nhật Bản như một thế lực hải quân hiệu quả. Từ tháng 11 đến tháng 12, Oakland hoạt động cùng với nhiều đội đặc nhiệm khác nhau của Lực lượng Đặc nhiệm 38 trong việc hỗ trợ cho chiến dịch giải phóng Philippine. Vào ngày 18 tháng 12, nó vượt qua được một cơn bão trong vùng biển Philippine, tránh không bị hư hại đáng kể.

### 1945
Oakland quay trở về San Francisco vào ngày 11 tháng 1 năm 1945, nó tiếp tục ở lại đây để sửa chữa và chạy thử máy cho đến khi khởi hành đi Hawaii vào ngày 4 tháng 3. Đi đến Trân Châu Cảng vào ngày 9 tháng 3, bắt đầu các hoạt động huấn luyện bổ sung ở phía Nam Oahu. Nó nhận được lệnh điều động vào ngày 14 tháng 3 di chuyển đến, khu vực tập trung lực lượng cho chiến dịch Okinawa. Đi đến Ulithi vào ngày 30 tháng 3, nó lại lên đường cùng các đơn vị khác ngay ngày hôm sau, tham gia cuộc đổ bộ đầy tham vọng nhất trong cuộc chiến tại Thái Bình Dương. Đến ngày 2 tháng 4, lực lượng được cho tách ra; Oakland tiếp tục di chuyển để tham gia Đội đặc nhiệm 58.4. Trong năm ngày, nó tham gia cuộc tấn công Sakashima Gunto về phía Nam Nansei Shoto rồi tiếp tục di chuyển đến Okinawa. Vào ngày 10 tháng 4, Oakland được điều về Đội đặc nhiệm 58.3 cho suốt thời gian còn lại của chiến dịch Okinawa. Nó chịu đựng một cuộc không kích vào ngày 11 tháng 4 và các pháo thủ của nó đã bắn rơi một máy bay ném ngư lôi.
Cùng với các đơn vị khác của Lực lượng Đặc nhiệm 58, Oakland di chuyển lên phía Bắc vào ngày 15 tháng 4 để tung ra cuộc tấn công vào các sân bay trên đảo Kyūshū. Máy bay đối phương nhiều lần tìm cách xuyên qua hàng rào máy bay tuần tra chiến đấu. Hai lần các khẩu pháo trên chiếc tàu tuần dương đã phải nổ súng, phá hủy một chiếc "France" và đẩy lùi những chiếc khác. Công trình phòng thủ Okinawa lại bị tấn công vào ngày 17 tháng 4. Kamikaze lại lọt qua hàng rào phòng thủ sáng hôm đó và Oakland bắn cháy hai chiếc khi chúng bay ngang con tàu. Cả hai bị rơi ngay giữa đội hình đội đặc nhiệm, trong đó một chiếc do công của Oakland. Ngày 29 tháng 4, Oakland lại đánh đuổi một máy bay đối phương khác. Đội đặc nhiệm 58.3 đã đánh bại thành phần không lực ưu tú nhất mà Lục quân Nhật Bản có thể đưa ra trong ngày 11 của tháng 4. Thời gian còn lại được dành cho các cuộc tấn công bổ sung xuống Okinawa, đồng thời thực hành tác xạ với mục tiêu giả được kéo đi.
Máy bay đối phương lại bắt đầu rình mò gần đội đặc nhiệm vào sáng sớm ngày 11 tháng 5; thủy thủ đoàn của Oakland bước vào trực chiến ngay sau đó, nhưng cuộc tấn công đã không được thực hiện. Hai chiếc kamikaze đã bổ nhào xuống sàn đáp của tàu sân bay Bunker Hill lúc đang ở cách chiếc tàu tuần dương 2.000 yd (1.800 m). Ba chiếc bè cứu sinh đã được Oakland thả xuống để giúp vào việc cứu vớt những người bị nạn trên chiếc Bunker Hill ngay trước mắt.
Lực lượng đặc nhiệm lại tấn công các sân bay tại Kyūshū vào ngày 13 tháng 5. Đến ngày 14 tháng 5, phía Nhật Bản đáp trả. Không lâu sau bình minh, một chiếc máy bay đơn độc bị phát hiện đang lượn vòng qua đám mây và các xạ thủ của Oakland nhanh chóng nổ súng, nhưng mục tiêu nhanh chóng lẫn khuất vào mây. Rồi nó lại xuất hiện trở lại như một ngôi sao băng, tàu sân bay Enterprise gánh chịu toàn bộ sức mạnh của cuộc tấn công khi nó đâm bổ và nổ tung trên sàn đáp. Liền sau đó, một toán kamikaze xuất hiện, và trong vòng 15 phút, Oakland bắn cháy bốn máy bay đối phương; nó cũng trợ giúp vào việc tiêu diệt hai chiếc khác.
Trong suốt tháng 5, Oakland tiếp tục ở lại cùng với đội đặc nhiệm ngoài khơi Okinawa. Vào ngày 29 tháng 5, nó được điều trở lại Đội đặc nhiệm 38.1 và quay trở lại vịnh Leyte, thả neo tại vịnh San Pedro vào ngày 1 tháng 6. Vào ngày 10 tháng 7, Đội đặc nhiệm 38.1 tiến hành các cuộc không kích xuống chính quốc Nhật Bản, bắt đầu từ Honshū rồi tiến lên phía Bắc đến Hokkaidō. Từ ngày 17 đến ngày 20 tháng 7, Oakland tham gia các cuộc không kích xuống Tokyo, và trong các ngày 24–25 tháng 7, xuống Kure và Kobe. Tokyo lại bị tấn công vào ngày 30 tháng 7 cùng với Nagoya. Ngày 7 tháng 8, các con tàu hướng lên phía Bắc để tấn công khu vực Hokkaidō một lần nữa.
Ngày 15 tháng 8 được đánh dấu bằng một mệnh lệnh từng được chờ đợi rất lâu: "ngừng mọi hoạt động tấn công". Sau đó Oakland đi đến khu vực hoạt động được chỉ định cho việc chiếm đóng Nhật Bản. Lên đường vào ngày 30 tháng 8, Oakland thả neo tại vịnh Tokyo vào ngày hôm sau, ngay phía ngoài phá chắn nước của Căn cứ Hải quân Yokosuka. Neo đậu không xa chiếc thiết giáp hạm Missouri, địa điểm diễn ra buổi lễ ký kết văn kiện Nhật Bản đầu hàng vào ngày 2 tháng 9 năm 1945, thủy thủ của Oakland đã có dịp tận mắt chứng kiến những giờ phút khó quên khi chiến tranh chính thức chấm dứt.

### Sau chiến tranh

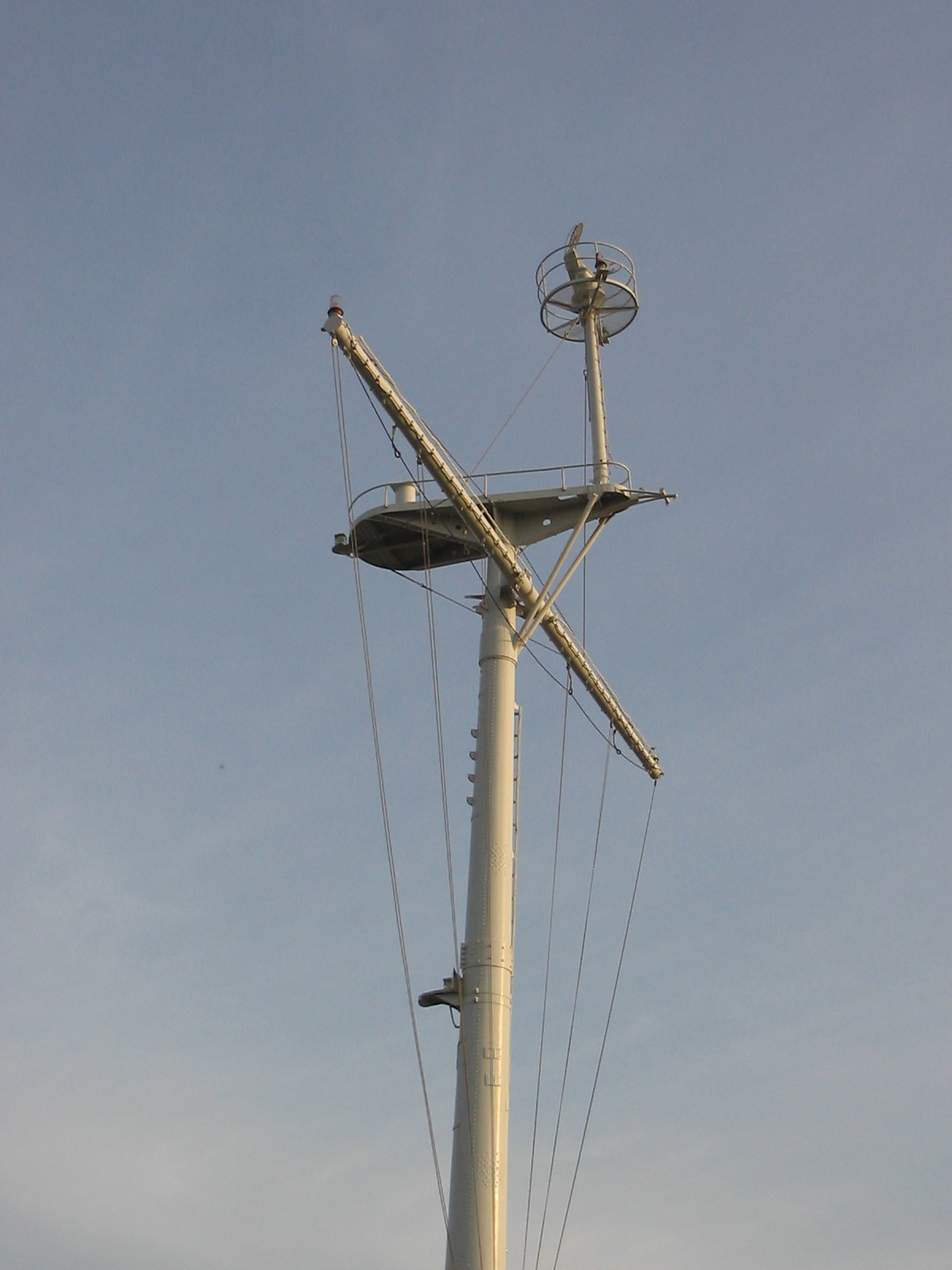
Cột ăn-ten của USS Oakland tại công viên Middle Harbor Shoreline ở Oakland, California.

Trong khi Oakland thả neo tại vịnh Tokyo trong đêm 27 tháng 9, một cơn bão đã càn quét qua lối ra vào cảng. Một tàu chở dầu bị đứt neo đã va trúng mũi của Oakland, gây hư hại nhẹ.
Ngày 1 tháng 10, Oakland lên đường đi Okinawa để đón lên tàu các cựu quân nhân hồi hương trong khuôn khổ Chiến dịch Magic Carpet nhằm đưa họ quay về San Francisco. Rời Okinawa ngày 3 tháng 10, nó về đến San Francisco vào ngày 20 tháng 10. Ngày Hải quân 27 tháng 10 tại Oakland, California, thành phố mà nó mang tên, được đánh dấu bằng sự hiện diện của chiếc tàu tuần dương vừa chiến thắng trở về. Các nhiệm vụ "Magic Carpet" tiếp theo trong tháng 11 và tháng 12 đã đưa Oakland quay trở lại Thái Bình Dương thêm hai lần, lần đầu đến Eniwetok và lần sau là Kwajalein. Đến cuối năm, Hải quân Mỹ giao lại hoàn toàn nhiệm vụ này cho các tàu dịch vụ vận chuyển, và Oakland được cho ngừng hoạt động tại Bremerton, Washington.
Sau một đợt đại tu tại Xưởng hải quân Puget Sound, chiếc tàu tuần dương được cho hoạt động trở lại. Từ tháng 7 năm 1946 đến tháng 1 năm 1947, Oakland hoạt động tại vùng phụ cận San Diego như một tàu huấn luyện tác xạ hạm đội; rồi từ ngày 6 tháng 1 đến ngày 8 tháng 9 năm 1947, nó tham gia một chuyến đi huấn luyện đến khu vực Tây Thái Bình Dương. Đến ngày 18 tháng 3 năm 1949, Oakland được tái xếp lớp với ký hiệu lườn mới CLAA-95; và đến ngày 1 tháng 7 năm 1949, Oakland được cho ngừng hoạt động lần cuối cùng tại San Francisco. Được rút khỏi danh sách Đăng bạ Hải quân vào ngày 1 tháng 3 năm 1959, nó được bán cho hãng Louis Simons vào ngày 1 tháng 12 cùng năm đó để tháo dỡ.
Cột ăn-ten và tấm biển tên của Oakland được giữ lại và trao tặng cho thành phố Oakland. Vào tháng 7 năm 2002, chúng được đặt tại công viên Middle Harbor Shoreline cạnh cảng Oakland, bên bờ phía Tây, tại địa điểm nguyên là Trung tâm Tiếp liệu Hạm đội và Công nghiệp.

## Phần thưởng
Oakland được tặng thưởng chín Ngôi sao Chiến trận do thành tích phục vụ trong Thế chiến II.
|  |                                                                     |                           |
|  | Silver star · Bronze star · Bronze star · Bronze star · Bronze star |                           |
|  |                                                                     | Bronze star · Bronze star |

| Dãi băng Hoạt động Tác chiến            | Dãi băng Hoạt động Tác chiến                                            | Huân chương Phục vụ Trung Hoa                                           | Huân chương Phục vụ Trung Hoa                               |
| Huân chương Chiến dịch Hoa Kỳ           | Huân chương Chiến dịch Châu Á-Thái Bình Dương với 9 Ngôi sao Chiến trận | Huân chương Chiến dịch Châu Á-Thái Bình Dương với 9 Ngôi sao Chiến trận | Huân chương Chiến thắng Thế Chiến II                        |
| Huân chương Phục vụ Chiếm đóng Hải quân | Đơn vị Tuyên dương Tổng thống Philippine                                | Đơn vị Tuyên dương Tổng thống Philippine                                | Huân chương Giải phóng Philippine với 2 Ngôi sao Chiến trận |